# Spongosorites
Spongosorites is een geslacht van diepzeesponzen binnen de familie der Halichondriidae. De wetenschappelijke naam werd voor het eerst gepubliceerd door Émile Topsent in 1896.

## Soorten[2]
- Spongosorites andamanensis Pattanayak, 2006
- Spongosorites annandalei (Ferrer-Hernandez, 1923)
- Spongosorites arenatus Diaz, van Soest & Pomponi, 1993
- Spongosorites calcicola Picton & Goodwin, 2007
- Spongosorites cavernicola Bibiloni, 1993
- Spongosorites coralliophaga (Stephens, 1915)
- Spongosorites dendyi (Topsent, 1927)
- Spongosorites difficilis (Lundbeck, 1902)
- Spongosorites flavens Pulitzer-Finali, 1983
- Spongosorites hentscheli Lévi, 1956
- Spongosorites incisus Sarà, 1978
- Spongosorites indicus Hentschel, 1912
- Spongosorites intricatus (Topsent, 1892)
- Spongosorites lapidiformis Dendy, 1905
- Spongosorites maximus Uriz, 1978
- Spongosorites niger (Dendy, 1922)
- Spongosorites placenta Topsent, 1896
- Spongosorites porites de Laubenfels, 1949
- Spongosorites ruetzleri (van Soest & Stentoft, 1988)
- Spongosorites siliquaria van Soest & Stentoft, 1988
- Spongosorites smithae Desqueyroux-Faúndez & van Soest, 1997
- Spongosorites topsenti Dendy, 1905